# クロアチアの地理
クロアチアの地理（クロアチアのちり）では、クロアチアの地理について述べる。
クロアチアの位置は中央と南東ヨーロッパの一部、あるいはバルカン半島の一部、ミッテルオイローパの一部と定義される。クロアチアの面積は56,594km2で、 世界で127番目の大きさである。東ではボスニア・ヘルツェゴビナとセルビアに、西ではスロベニアに、北ではハンガリーに、そして南ではアドリア海にそれぞれ接していて、大部分は、緯度において42°Nから47°Nまで、経度において13°Eから20°Eまでに含まれる。クロアチアの12海里の領海は18,981km2を占め、基線の内側にある内水面積は12,498km2である。
アドリア盆地に沿ったカルパチア盆地とディナル・アルプス山脈がクロアチアの地形の大部分を成していて、クロアチアの53.42%は海抜200m以下の低地で覆われている。低地の大部分は北部地方にあって、特にスラヴォニアに多く、カルパチア盆地の一部をなしている。平地には地塁や地溝が点在していて、鮮新世にパンノニア海の水面に島々として現れていたと考えられる。比較的高い標高での土壌の集積はディナル・アルプス山脈でのリカやゴランスカでみられるが、 高地はクロアチアの全地域である程度みられる。 ディナル・アルプス山脈には、クロアチアの最高峰である1,831mのディナラ山があって、この山のようにクロアチアの全ての1,500mより高いほかの山も含まれている。クロアチアのアドリア海に面する海岸線は1777.3kmと長く、1,246の島々とその他の小島が4,058kmにも及ぶ海岸線を取り巻いていて、これは地中海で最も入り組んだ海岸線である。カルスト地形がクロアチアの半分以上を占めていて、特にディナルアルプス山脈で顕著で、沿岸部や島でも同様である。
クロアチアの領地の62％は黒海起源の河川の流域で占められている。国内を流れる最も大きな川は以下の通り:ドナウ川、サヴァ川、ドラーヴァ川、ムール川、クパ川。遺跡がアドリア海起源の河川の流域にはあるが、最も大きな川はネレトヴァ川である。クロアチアの大部分はちょうどいい暑さと湿度であり、温帯気候としてケッペンの気候区分では分類される。月平均気温は-3°Cから18°Cである。クロアチアには、その気候と地形が織りなすヨーロッパ最大の生物多様性から、いくつかのエコリージョンがある。クロアチアには4つの生物地理学による地域の分類があって、海岸沿いの地中海とそれに接している後背地、リカや ゴランスカにあるアルプス山脈、ドラーヴァ川・ドナウ川にそったパンノニア海、そして、遺跡のある大陸性の地域である。クロアチアには444もの自然保護区があって、 総面積の8.5%を占めている。クロアチアでは37,000種もの生物が発見されているが、まだ見つかっていない種も含めれば、合計で50,000から100,000種に上ると推測されている。
2011年の国勢調査によれば、クロアチアの永住者人口は4.29百万人に達している。 人口密度は1平方キロメートルあたり75.8人で、国全体の平均寿命は75.7歳である。国内に住む人々の多くはクロアチア人(89.6%)で、他の少数派民族にはセルビア人(4.5%)とその他21の民族が(それぞれ1%未満)クロアチア国民として認められている。1992年に国が再建されてから、クロアチアは20もの県に分かれ、首都はザグレブである。県はさらに127もの都市と429の自治体に分かれている。クロアチアの平均都市圏人口率は56％で、今なお都市人口の増加と地方人口の減少は続いている。クロアチアの最大都市であり首都はザグレブであって、都市そのものの中の人口は686,568人で、都市圏人口は978,161人である。スプリトとリエカの人口は100,000人以上で、さらに5つの都市で人口が50,000人を超えている。

## 領土と国境
クロアチアの面積は56594km2であり、これは世界で127番目の面積である（2015年）。
クロアチアの位置する地域は、中央ヨーロッパ及び南東ヨーロッパの一部、バルカン半島の一部、もしくはミッテルオイローパの一部として定義される。領土の大半は北緯42度から47度、東経13度から20度に位置する。
国境線は、東はボスニア・ヘルツェゴビナ（1009.1km）とセルビア（317.6km）に、西はスロベニア（667.8km）に、北はハンガリー（355.5km）に、南はモンテネグロ（22.6km）との間に引かれる他、アドリア海に面している。アドリア海沿岸南端のドゥブロヴニク＝ネレトヴァ郡はボスニア・ヘルツェゴビナ領のネウムによって分断され、南側が飛地となっている。
ハンガリーとの国境は、ユーゴスラビア社会主義連邦共和国時代から継続したものである。国境線の大半はドラーヴァ川と過去にその河床であった部分で、中世から続く国境となっている。メジムリェ郡からオシエク＝バラニャ郡へ至る国境線は、1920年のトリアノン条約によって画定されたハンガリー王国とセルビア人・クロアチア人・スロベニア人王国（後にユーゴスラビア王国）の国境に由来する。
ボスニア・ヘルツェゴビナ、モンテネグロとの国境の外形は、クロアチア・トルコ百年戦争でのオスマン帝国による侵攻と、その反攻となった大トルコ戦争を終結させたカルロヴィッツ条約、第5次及び第7次トルコ・ヴェネツィア戦争の結果に由来する。
ユーゴスラビア社会主義連邦共和国を構成する各国の国境線は、ユーゴスラビア人民解放反ファシスト会議が1943年と1945年の会合で決定した連邦の構成に従って1947年に調整が行われた。これによりメジムリェ、バラニャがクロアチアに帰属した他、セルビアとの国境としてドラーヴァ川のドナウ川への合流地点からスレムに位置するドナウ川に面したイロクまでのドナウ川と、スレム地域にセルビアとの国境が画定された。ドラーヴァ川からイロクに至る国境は、1918年まで存在したクロアチア＝スラヴォニア王国とバスコ＝ボドロスカ伯爵領の境界に一致している。
スロベニアとの国境の大半も、会合により決定された。クロアチア＝スラヴォニア王国の北西部の国境に一致し、これに加えてイタリア王国時代の民族分布に従ってイストリア半島北部に新たな国境線が引かれた。
イストリア半島は1947年のイタリアとの平和条約により、ツレス島、パラグルジャ、ラストヴォ島、ザダル、リエカと共にイタリアからその大部分を割譲させたが、一部はトリエステ自由地域として帰属未定となった。1954年、トリエステを含む北部はイタリアの統治下となり、南部がユーゴスラビアの統治下となった。これは1975年のオージモ条約で確定し、南部は主として民族構成によってスロベニアとクロアチアの間で分割された。
19世紀末、オーストリア＝ハンガリー帝国は測地網を構築したが、アドリア海を基準とする海抜を算出するにあたり、アドリア海の平均海水面としてトリエステのサルトリオ埠頭のものが用いられた。この数値はオーストリア、ユーゴスラビア、クロアチアを含むユーゴスラビア解体後の各国に引き続き使用されている。

## 自然地理

### 地勢
クロアチアの大部分は低地であって、記録上では国の53.42％が海抜200メートル (660 ft)以下である。多くの低地は国の北部地域、特にスラヴォニアに多く、パンノニア海の一部をなしている。海抜200 - 500メートル (660 - 1,640 ft)の場所はクロアチアの25.61%を占め、海抜500 and 1,000メートル (1,600 and 3,300 ft)の場所は17.11%を覆っている。さらに、大陸の3.71%が海抜1,000 - 1,500メートル (3,300 - 4,900 ft)であり、たった、0.15%しか海抜1,500メートル (4,900 ft)以上の場所はない。比較的標高の高い場所が最もよく集まっている場所は、ディナル・アルプス山脈のリカや ゴランスカといった地域で見られるが、そのような場所はクロアチア国内全域で、ある程度は見られる。アドリア盆地に沿ったカルパチア盆地とディナル・アルプス山脈は、クロアチアの主な地形となっている。

### 河川及び湖沼

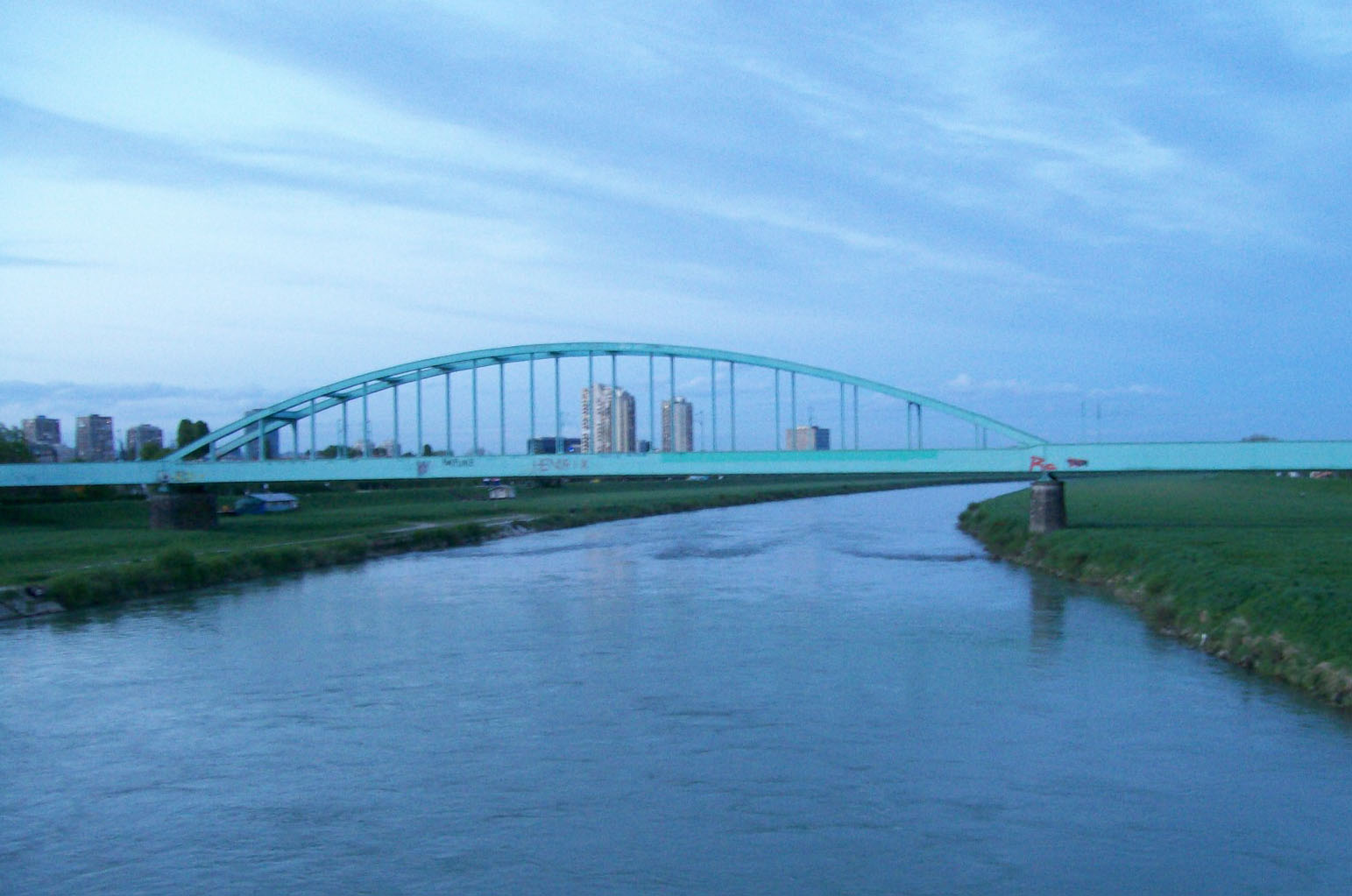
サヴァ川、クロアチアで最も長い川

クロアチアの領地の62％は黒海起源の河川の流域で占められている。国内を流れる大きな川には、ドナウ川、サヴァ川、ドラーヴァ川、ムール川、クパ川がある。遺跡がアドリア海起源の川にある。最も長い川はネレトヴァ川である。クロアチアの長い川は 562-キロメートル (349 mi)のサヴァ川、505-キロメートル (314 mi)のドラーヴァ川、296-キロメートル (184 mi)のクパ川、そして 188-キロメートル (117 mi)のドナウ川である。アドリア海に注ぐ川のうち長いものは、101-キロメートル (63 mi)のツェティナ川、20-キロメートル (12 mi)のネレトヴァ川だけである。
クロアチアでの大きな湖には、ダルマチアの北に位置する30.7-平方キロメートル (11.9 sq mi)のヴラナ湖、17.1-平方キロメートル (6.6 sq mi)のヴァラジュディンの近くのドラーヴァ湖、ツェティナ川の13.0-平方キロメートル (5.0 sq mi)もあるPeruća湖(貯水池)、11.1-平方キロメートル (4.3 sq mi)スクラーディン近くのProkljan湖そして、10.1-平方キロメートル (3.9 sq mi)のヴァラジュディン近くのドラーヴァ川の起点となっている貯水池でもあるヴァラジュディン湖がある。クロアチアで最も有名な湖はプリトヴィツェ湖群で、16もの湖から成っていて、ドロマイトと石灰石の岩盤とともに、小滝の連続によってつながっている。その湖はその特徴的な色によって有名であって、ターコイズからミントグリーン、グレーそして青色にまで及ぶ。クロアチアには湿地帯が豊富にある。それらのうち4つは、ラムサール条約によって保護されていて、シサク近くのサヴァ川とLonja川に沿ったロニュスコ・ポリェ、ドラーヴァ川とドナウ川の合流地点にあるコパチュキ・リトゥ、ジャストレバールスコ近くのネレトヴァデルタとCrna Mlakaである。
年平均降水量と蒸発量はそれぞれ、1,162ミリメートル (45.7 in)と700ミリメートル (28 in)である。全ての水の出入りを考慮すると、全てのクロアチアの水源は、一年一人あたり25,163立方メートル (888,600 cu ft)で、そのうち5,877立方メートル (207,500 cu ft)はクロアチア国内の水源由来である。

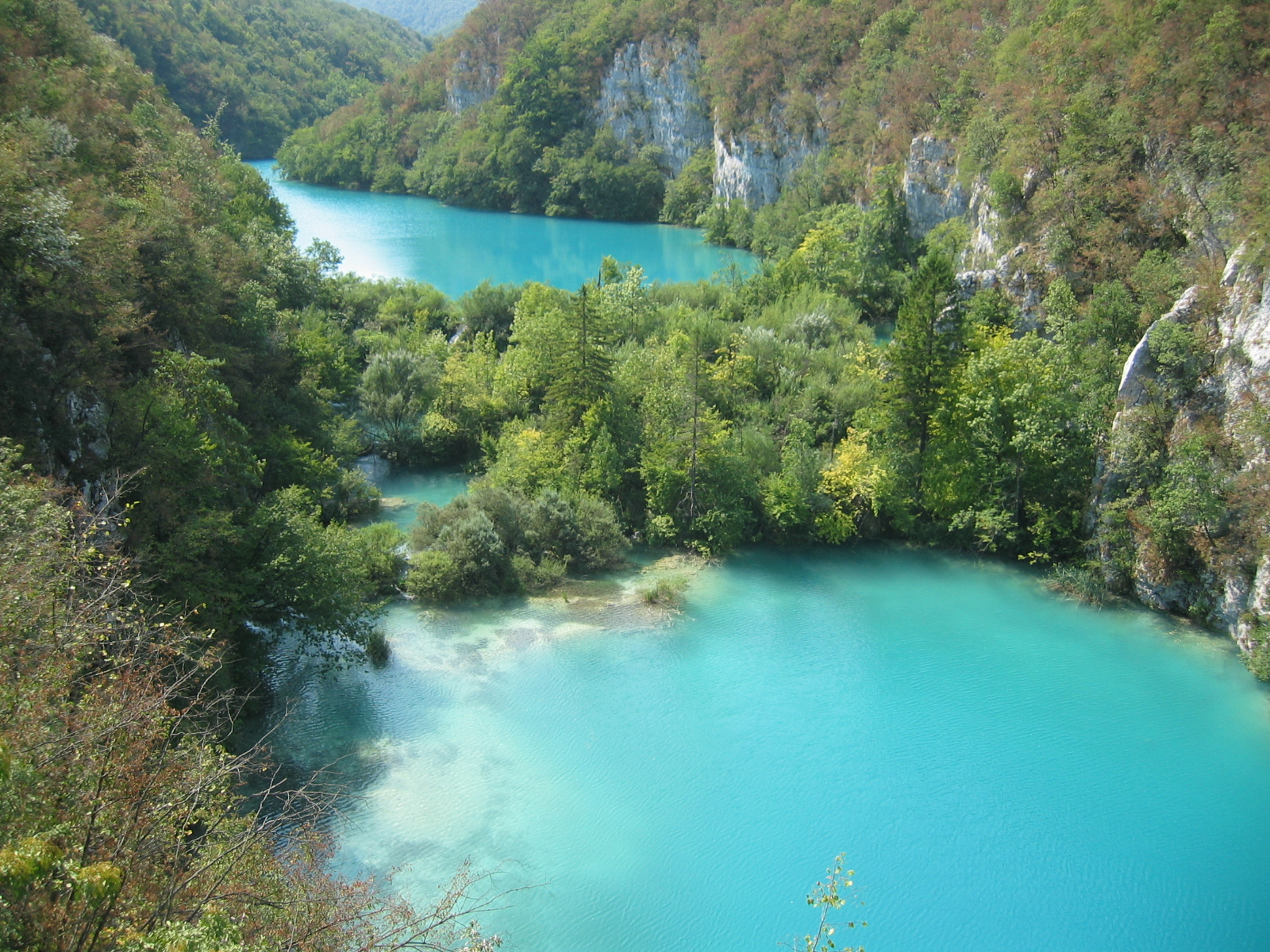
プリトヴィツェ湖群国立公園、UNESCOに世界遺産として認定された

### 気候

クロアチアにおけるケッペンの気候区分

クロアチアの大半は温暖で湿潤であって、ケッペンの気候区分によって亜寒帯湿潤気候(Dfb)に分類される。月の平均気温は−3 °C (27 °F)(1月) から18 °C (64 °F)(7月)の間である。国内で最も寒い場所は、森林におおわれたリカとゴランスカ群であり、1,200メートル (3,900 ft)以上の標高の場所では雪がある。最も温暖な場所は、アドリア海沿岸の特に隣接する後背地であり、気温が海によって調節されているため地中海性気候とも称される。結果として、気温のピークが大陸内の地域よりもはっきりしている。最低気温は1929年2月4日にゴスピッチで記録された−36.0 °C (−32.8 °F)で、最高気温は1981年8月5日にプロチェで記録された42.8 °C (109.0 °F)である。
クロアチアの年平均降水量は600 - 3,500ミリメートル (24 - 138 in)であるが、その地域の地形や気候によって異なる。最少降水量は外島(ヴィス島、ラストヴォ島、ビシェヴォ島そしてSvetac)とスラヴォニアの西部で観測されたが、後者の場合は大抵の場合、動植物の生育期である。最多降水量はゴランスカ群のディナラ山域で、ヨーロッパ内でも有数の高い年平均降水量を誇る場所である。
国内を通る卓越風は北東部や南西部を穏やかに保つのに役立っている。海岸部の地域では、卓越風は地域の特徴に基づいて決定される。最大風速は海岸沿いで寒い季節に多く観測されていて、一般的にこの風はボラと呼ばれている風で、まれにシロッコという風の場合もある。日射量は周りの島で多く、一年あたり2,700 hours以上も日光が当たるフヴァル島とコルチュラ島である。一般的にはアドリア海の南で、他にはアドリア海沿岸の北、そしてスラヴォニアでも日射量は多く、すべての場所で一年あたり2,000 hours以上日光があたっている
| クロアチアのおもな都市での気候的特徴   | クロアチアのおもな都市での気候的特徴 | クロアチアのおもな都市での気候的特徴 | クロアチアのおもな都市での気候的特徴 | クロアチアのおもな都市での気候的特徴 | クロアチアのおもな都市での気候的特徴 | クロアチアのおもな都市での気候的特徴 | クロアチアのおもな都市での気候的特徴 | クロアチアのおもな都市での気候的特徴 | クロアチアのおもな都市での気候的特徴 | クロアチアのおもな都市での気候的特徴 |
| 都市                                   | 平均最高気温                         | 平均最高気温                         | 平均最高気温                         | 平均最高気温                         | 平均月降水量                         | 平均月降水量                         | 平均月降水量                         | 平均月降水量                         | 平均月降水量                         | 平均月降水量                         |
| 都市                                   | 1月                                  | 1月                                  | 7月                                  | 7月                                  | 1月                                  | 1月                                  | 1月                                  | 7月                                  | 7月                                  | 7月                                  |
| 都市                                   | °C                                   | °F                                   | °C                                   | °F                                   | mm                                   | in                                   | days                                 | mm                                   | in                                   | days                                 |
| -------------------------------------- | ------------------------------------ | ------------------------------------ | ------------------------------------ | ------------------------------------ | ------------------------------------ | ------------------------------------ | ------------------------------------ | ------------------------------------ | ------------------------------------ | ------------------------------------ |
| ドゥブロヴニク                         | 12.2                                 | 54.0                                 | 28.3                                 | 82.9                                 | 95.2                                 | 3.74                                 | 11.2                                 | 24.1                                 | 0.949                                | 4.4                                  |
| オシエク                               | 2.6                                  | 36.7                                 | 28.0                                 | 82.4                                 | 45.5                                 | 1.79                                 | 12.2                                 | 60.8                                 | 2.39                                 | 10.2                                 |
| リエカ                                 | 8.7                                  | 47.7                                 | 27.7                                 | 81.9                                 | 134.9                                | 5.31                                 | 11.0                                 | 82.0                                 | 3.19                                 | 9.1                                  |
| スプリト                               | 10.2                                 | 50.4                                 | 29.8                                 | 85.6                                 | 77.9                                 | 3.07                                 | 11.1                                 | 27.6                                 | 1.09                                 | 5.60                                 |
| ザグレブ                               | 3.10                                 | 37.6                                 | 26.7                                 | 80.1                                 | 48.6                                 | 1.91                                 | 10.8                                 | 81.0                                 | 3.19                                 | 10.9                                 |
| 参考:World Meteorological Organization |                                      |                                      |                                      |                                      |                                      |                                      |                                      |                                      |                                      |                                      |

### 生物多様性

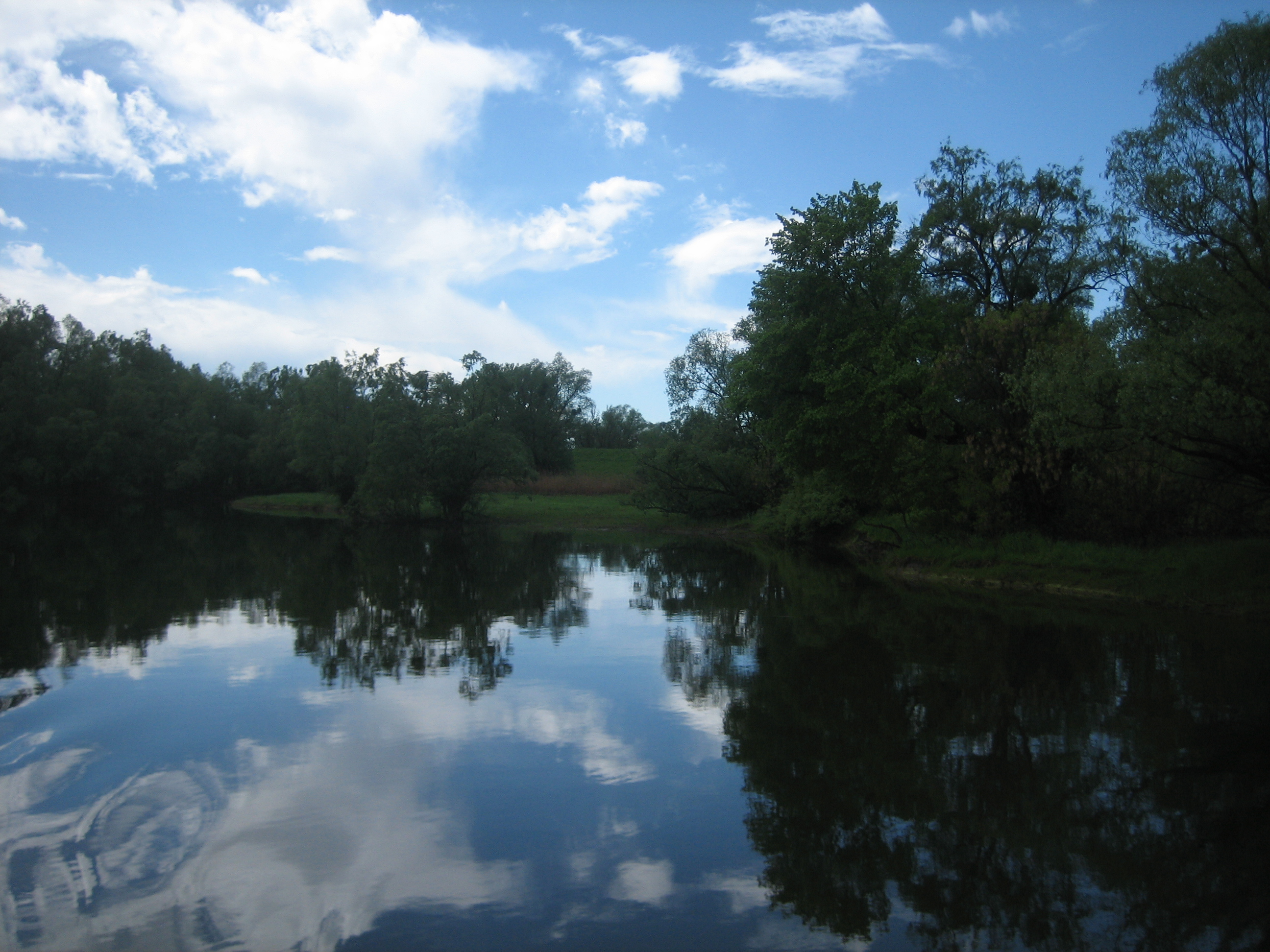
コパツキー・リット自然公園。ヨーロッパでもっとも広い湿地帯の一つ。

クロアチアの国土は、気候と地形を要因として、いくつかのエコリージョンに分割できる。その結果、クロアチアはヨーロッパでもっとも豊かな生物多様性を有する国の一つになっている。クロアチアは、4種類の生物地理区を有する。第1は地中海沿岸とその後背地、第2にリーカとゴルスキー・コタールの大部分を占める山岳地帯、第3にドラーヴァ川とドナウ川沿いのパノニアン平原、第4に残りの大陸的（気候の）地域である。最も意義深いものの中には、カルスト地形における生物相がある。これには、地下の生物相やツルマニャ川とクルカ川の渓谷や炭酸塩堆積物（トゥファ）の生物相などの、水面下のカルスト地形における生物相も含まれる。カルスト地形に関するこれまでの研究によれば、約7,000の洞窟や洞穴があることが判明している。これらの多くには、ホライモリ、cave salamander、ヨーロッパ原産の穴居性脊椎動物などの、穴居性の動物（洞窟の中だけにしか棲息しない動物）がいる。森林も同国の中で重要であり、面積にして26,487.6平方キロメートル、クロアチアの国土表面積の 46.8% を占める。その他の生物相の類型としては、湿地、草原、湖沼、沼沢地、低木林がある。植生地理学の観点からは、クロアチアは、Boreal Kingdomの一部をなす。とりわけ、Circumboreal Regionのイリュリア・中央ヨーロッパ亜州と、Mediterranean Regionのアドリア海亜州の一部をなす。一方、世界自然保護基金による区分わけでクロアチアは、パノニアン混合林、ディナル山脈混合林、イリュリア落葉林の、3つのエコリージョンに分割される。クロアチアの生物群系は、温帯広葉樹林と地中海性植生とを含み、すべてが旧北区に属する。

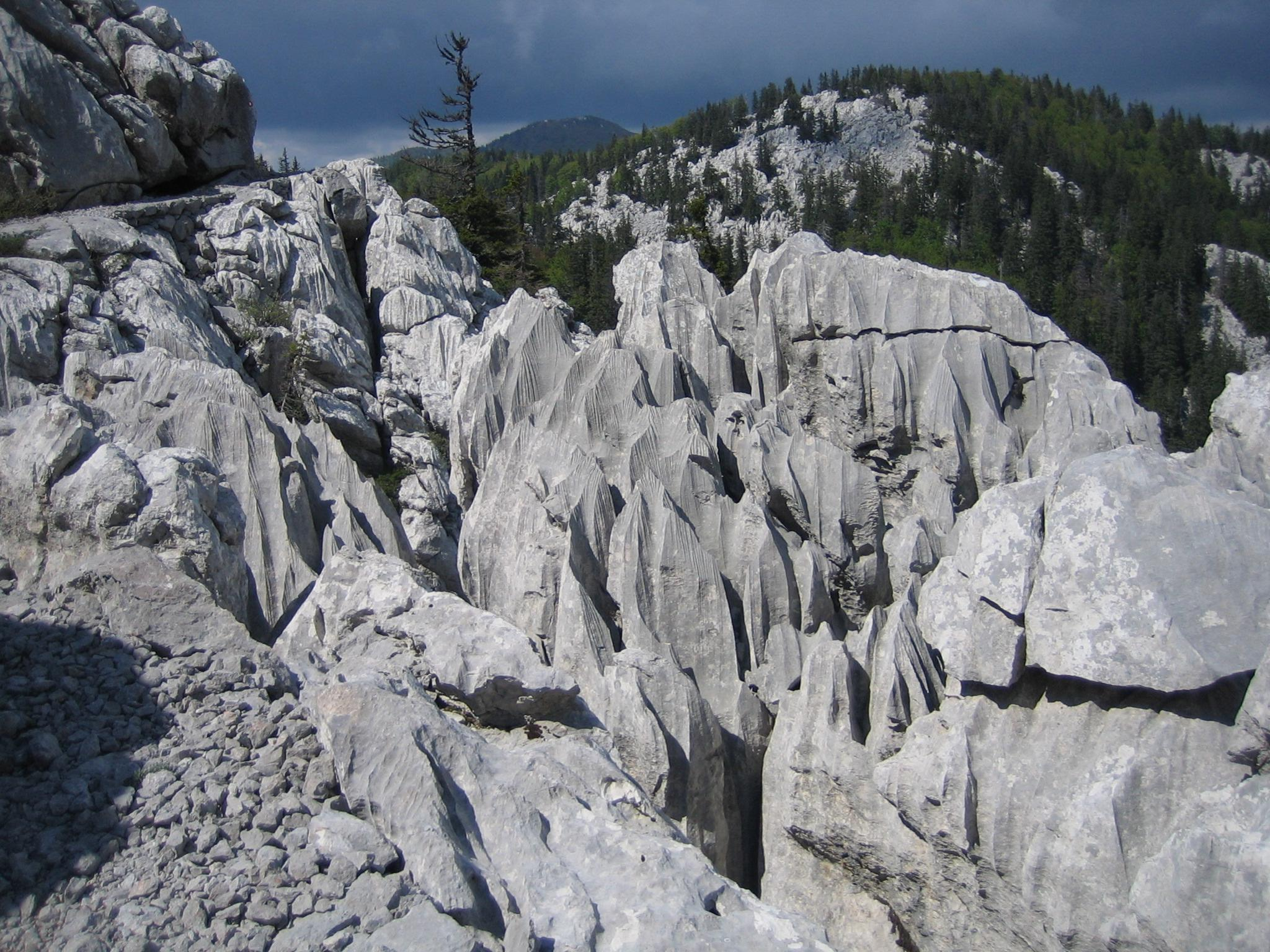
北ヴェレビト国立公園のカルスト地形

クロアチアには知られているだけで 38,226 種のタクソンが生息し、そのうち、2.8% が固有種である。実際の種の数（まだ発見していない種も含めた数）は、50,000 から 100,000 種の間と見積もられている。2000年から2005年の間だけで、400種近くの無脊椎動物がクロアチアで発見されたことにより、この推計値はより確かなものとなった。1,000種以上の固有種が生息し、特に、ヴェレビト山地とビオコヴォ山地、アドリア海の島々、カルスト地形を流れる河川に多い。法律上は 1,131 種が保護対象に指定されている。在来の栽培品種と家畜動物の品種も多い。在来馬の品種は5種を数え、畜牛は5種、羊は8種、豚と家禽はそれぞれ2種を数える。在来種であっても絶滅の危機にあり、9種類が絶滅危機(EN)もしくは絶滅寸前(CE)の状態にある。
| クロアチアにおける既知の種と固有種 | クロアチアにおける既知の種と固有種 | クロアチアにおける既知の種と固有種 | クロアチアにおける既知の種と固有種 | クロアチアにおける既知の種と固有種 |
| 分類名                             | 既知のタクソン                     | 固有タクソン                       | 固有タクソン, %                    |                                    |
| ---------------------------------- | ---------------------------------- | ---------------------------------- | ---------------------------------- | ---------------------------------- |
| 植物                               | 8,871                              | 523                                | 5.90%                              |                                    |
| 菌類                               | 4,500                              | 0                                  | -                                  |                                    |
| 地衣類                             | 1,019                              | 0                                  | -                                  |                                    |
| 哺乳類                             | 101                                | 5                                  | 4.95%                              |                                    |
| 鳥類                               | 387                                | 0                                  | -                                  |                                    |
| 爬虫類                             | 41                                 | 9                                  | 21.95%                             |                                    |
| 両生類                             | 20                                 | 7                                  | 35.00%                             |                                    |
| 淡水魚                             | 152                                | 17                                 | 12.00%                             |                                    |
| 海水魚                             | 442                                | 6                                  | 1.36%                              |                                    |
| 陸生無脊椎動物                     | 15,228                             | 350                                | 2.30%                              |                                    |
| 淡水生無脊椎動物                   | 1,850                              | 171                                | 9.24%                              |                                    |
| 海水生無脊椎動物                   | 5,655                              | 0                                  | -                                  |                                    |
| 合計                               | 38,266                             | 1,088                              | 2.84%                              |                                    |

クロアチアには、444の自然保護区があり、国土の 8.5% を占める。そのうち8区が国立公園、2区が厳正自然保護区、11区が自然公園であり、保護区全体の78%になる。クロアチアでもっとも有名かつ最も歴史の古い国立公園は、ユネスコの世界自然遺産でもあるプリトヴィツェ湖群国立公園である。ヴェレビト自然公園は、ユネスコの人類及び生物圏計画の一部である。厳正自然保護区、特別自然保護区、国立公園、国立自然公園は、中央政府の管轄により保護されており、その他は地方自治体の管轄である。2005には、ヨーロッパ連合参加とNatura 2000参加に向けての最初の準備段階として、クロアチア国立エコロジカル・ネットワークが設立された。
クロアチアが発展し、農地がかつて自然生物の棲む領域に入り込んで拡大されているため、棲息地破壊が同国の生物多様性への危機の代表的なものである。一方で、道路の敷設や拡張に伴う生息域分断化も起こっている。さらに外来種の侵入も生物多様性への危機となっており、特に問題と認められているのがCaulerpa racemosa と C. taxifolia の侵入である。侵入性の藻類は、底生生物生息域の保護のために監視されており、常時取り除かれている。また、農業における単一作物栽培も、生物多様性に対する脅威として捉えられている。

### 人と環境との関わり

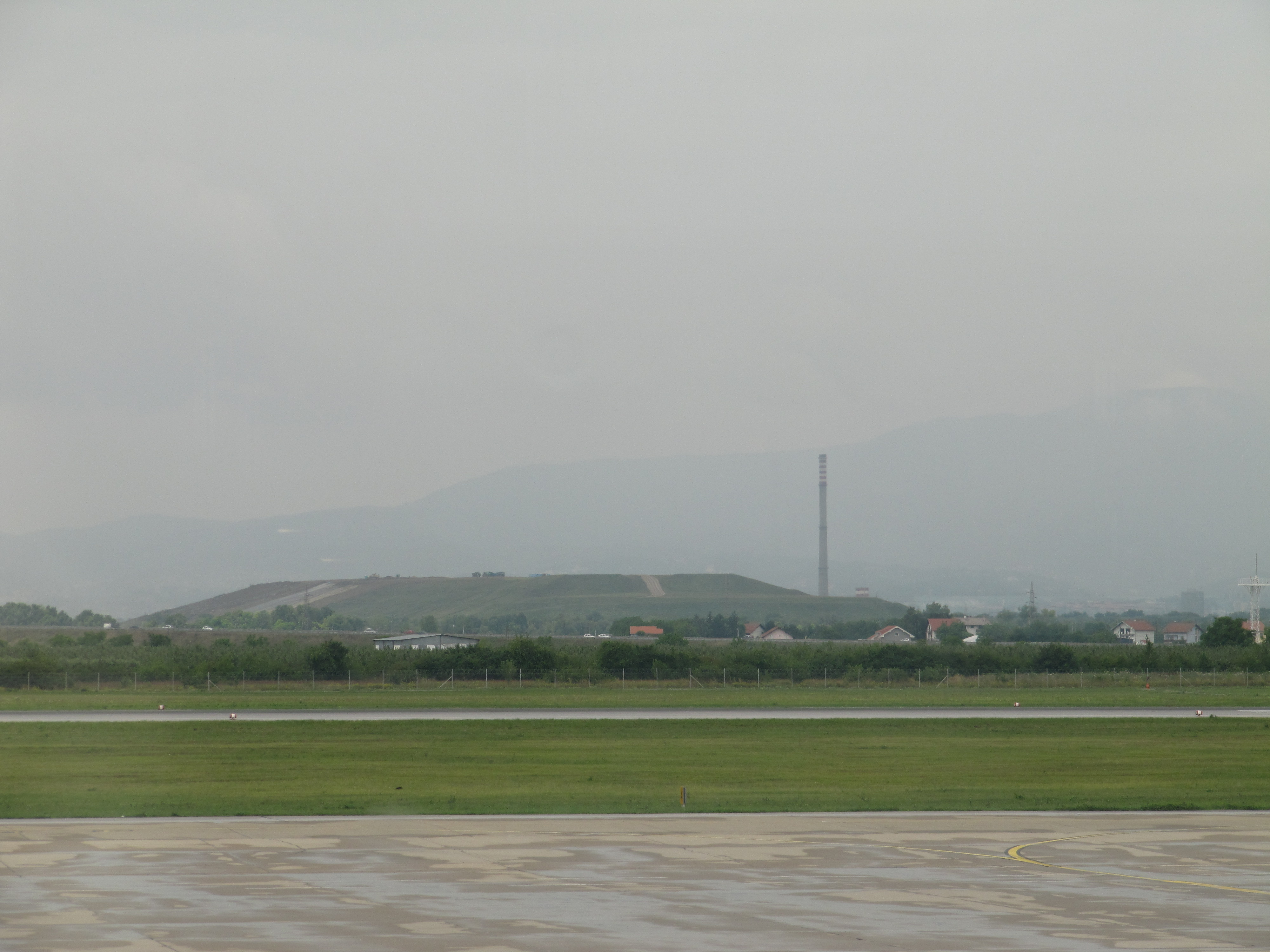
Jakuševecゴミ処理場。ザグレブの固形廃棄物がここに集められる。

クロアチアの人口及び産業のエコロジカル・フットプリントは、地域毎に決定的に差がある。なぜなら、人口の50%が国土の26.8%に住み、特に、ザグレブとザグレブ県を併せたエリアが強いインパクトを持っているからである。ザグレブ都市圏は国土の6.6%にすぎないが、25%の人口を擁する。エコロジカル・フットプリントは、とりわけ、発展した集落が増加したところや生息地分断化を招いている海岸部で最大となっている。1998年から2008年の10年間で、いくつかの地域において行われた人為的な開発に付随して、土地利用の大きな変化が起きたが、開発の規模はヨーロッパ連合に加盟している国々のそれと比べると取るに足りないものであった。
クロアチア政府が設立した環境に関する情報を収集し分析するための公共機関クロアチア環境局(Croatian Environment Agency)は、発展が環境に与えるインパクトという観点に基づいて、発展のさまざまな段階を確認するだけでなく、多くの環境問題を（環境問題であるとして）確認してきた。そのような環境問題としては、違法なゴミ処理場の存在のみならず、合法ではあるけれども不適切なゴミ処理場の存在があった。2005年から2008年の間に、62の認可を受けた最終処理場と423の違法なゴミ処理場が是正された。同期間において、一年間に出るゴミの総量は23％毎の増加をする一方で、廃棄物取扱業の免許発行数は二倍になり、1業者あたり403kgにまでなった。土壌酸性化の進行と土壌有機物の分解は、クロアチアの全土で起きている。ネレトヴァ川平野では塩害の度合いがひどくなり、スラヴォニアではアルカリ性土壌のエリアが広がりつつある。
クロアチアの大気汚染の度合いは、クロアチア独立戦争の勃発した1991年に記録した工業生産の落ち込みを反映して、1997年にようやく紛争前の廃棄レベルに達した。また、脱硫化燃料の使用により、1997年から2004年の間に二酸化硫黄の25％削減が実現した。2007年までに、さらに7.2％（訳注：1997年の7.2％?）まで落ちた。窒素酸化物排出量の増加は2007年に止まり、2008年には減少に転じた。脱鉛ガソリンの使用は大気中への鉛の排出量の削減に効果があり、1997年から2004年の間に91.5%まで減少した。大気汚染度の測定結果によると、農村部では空気が本質的に清浄であり、都市部では一般的に法の規制次第ということが示されている。クロアチアにおいて、温室効果ガスの排出源として最も大きなものは、発電(72%)、工業生産 (13%)、農業 (11%)である。温室効果ガス排出量増加の年間平均は3%に留まり、京都議定書の制限の範囲内である。1990年から2007年の間に、オゾン層破壊物質の使用量は92%にまで削減された。2015年までには使用が廃絶されることが期待される。
水の使用に関してクロアチアには、充分な水源を有するが、均一に分配されておらず、公共上水道ネットワークがない世帯が推定で44％と、依然高いままである。2004年から2008年の間、表層水の水質汚濁をモニタするステーションの数は20%増加し、クロアチア環境局はこの期間に476件の水質汚濁を報告した。同期間、有機廃棄物汚染の度合いは少し減少した。これは、施設数が20%増加し、総数にして101施設に達した、新しく完成した下水処理場の成果である。利用可能な表層水とは大きく違い、ほとんどすべてのクロアチアの地下水帯水層の水質は、最上質のものである。表層水の水質は、生物化学的酸素要求量と細菌学的水質分析の結果に、大きなバラツキがある。2008年に関して言えば、クロアチアの人口の80%が公共上水道システムにより水資源の分配を受けているが、人口の44%だけが公共下水道ネットワークへのアクセスをしており、下水処理場のシステムを利用できている状況である。アドリア海の水質は、2004年から2008年の間に行われた調査によると、非常に良い状態を示しており、ほとんどの沿岸部で貧栄養の状態である。一方で、富栄養化が進みつつあるエリアとしては、バカル湾、カシュテラ湾、シベニク港、プロチェの近海であることが判明した。その他の地域に限定された汚染地域は、比較的大きな沿岸都市の近くであることも判明した。2004年から2008年の期間でクロアチア環境局は、海洋汚染を283件（うち、船舶による汚染が128件）把握した。これは、1997年から2005年の間に行われた調査結果と比較すると、15%の減少となった。

### 土地利用

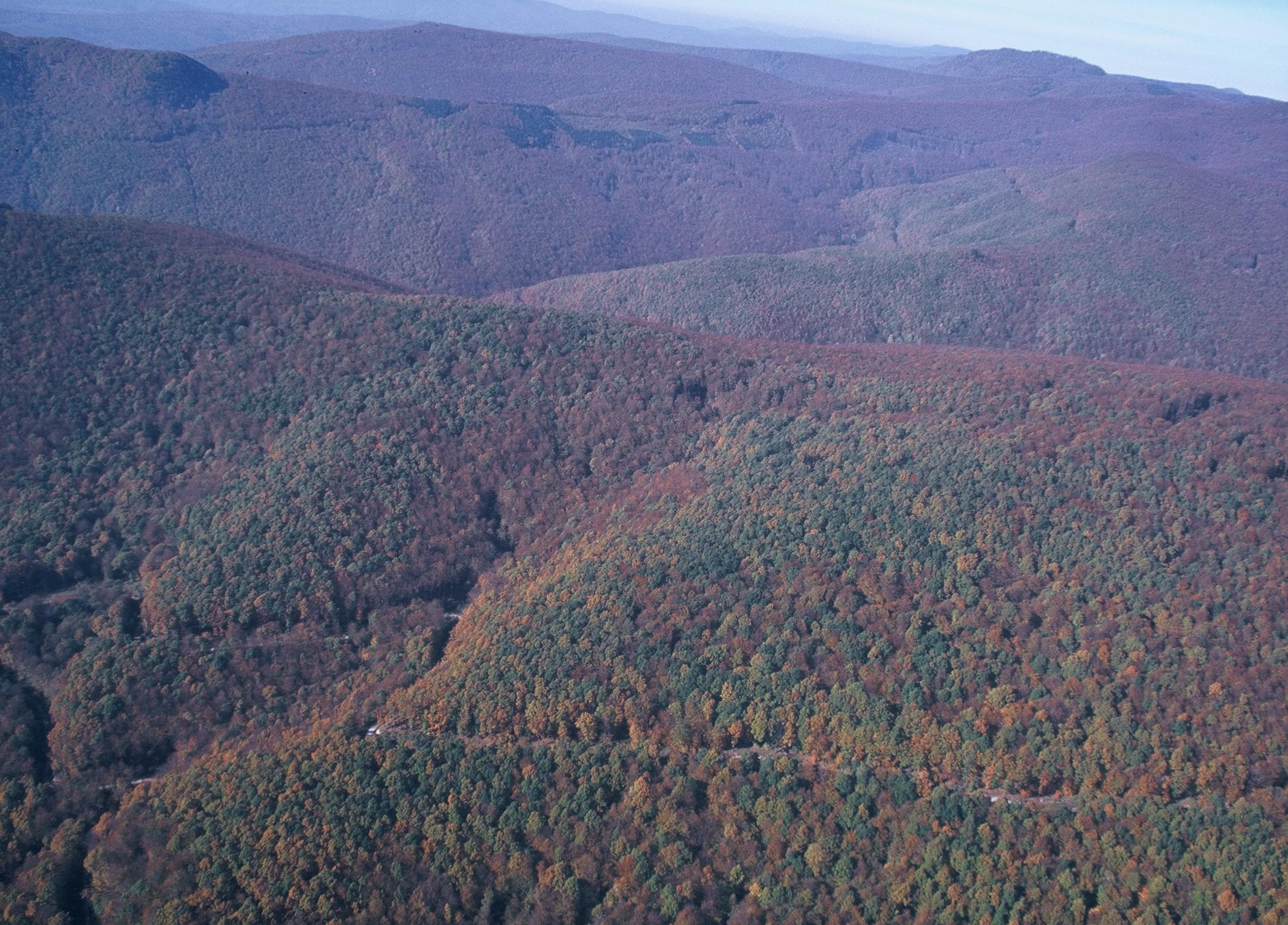
森に覆われたパプーク山

2006年時点では、クロアチアの国土（内水面積含まず）の46.8%、面積にして26487.6平方キロメートルが森林又は低木林で覆われている。さらに22841平方キロメートル（同40.4%）の国土が種々の農業の用地となっており、そのうち、4389.1平方キロメートル（国土全体に対して7.8%）が果樹園などのpermanent cropである。叢林及び草原は4742.1平方キロメートル（内水面積含む領土全体に対して8.4%）、内水面積は539.3平方キロメートル（領土全体に対して1.0%）、沼沢地は200平方キロメートル（領土全体に対して0.4%）である。都市化部、道路用地、植栽用地、スポーツ用地、その他の娯楽施設用地などの人の手が加わった土地の面積は、1774.5平方キロメートル（領土全体に対して3.1%）である。土地利用の転換に弾みをつける要因のうち、最大のものは、居住地域の拡大と道路建設である。
クロアチア紛争が原因で、同国には埋設されたままになっている残存地雷が、おおむねかつての前線に沿って存在している（クロアチアの地雷原参照）。2006年時点で地雷原は954.5平方キロメートルにわたって広がっていると見積もられている。2012年時点で、残存している地雷原の62%が森林に分布し、26%が農業用地にあることがわかっており、12%がその他用地にあることが分かっている。地雷除去は2019年までに完了する予定である。

### 地方区分
昔からクロアチアは地理的に無数の地方に分けられており、それら地方は重なり合うことも多かった。境界ははっきり定められていないことも常だった。最大かつ文献でも確認できる地方区分は、「中央クロアチア」（大ザグレブ圏とも呼ばれる）、「東クロアチア」（大まかにスラヴォニアと一致する）、「山部クロアチア」（リーカとゴルスキ・コタル、つまり、中央クロアチアの西部）である。この三つの部分でクロアチアの内陸部ないし大陸部を構成する。クロアチアの沿岸部はさらに、北部と南部の二つの地方からなる。南沿海部（ダルマチア）はザダルの市域あたりから国土の最南端部までを言い、北沿海部は北部ダルマチアに位置する。なお、ダルマチアは、クロアチア沿岸部とイストリア半島を指す。一般的に言って地理的地方区分は国境やその他の行政上の地域区分と一致しないし、逆もまた然りである。国境などの地域分けは、その他の地方区分（もちろん地理上の地域区分も含まれる）に一致しない。

## 人文地理学

### 人口動勢

2011 Croatian 人口密度 (人/km^{2})
<30
30-49
50-69
70-89
90-119
120-200
>1200

クロアチアの人口統計学的特徴は、1850年代以降通常10年おきに実施され、様々な統計担当部局により分析が行われる国勢調査を通じて知ることができる。1990年代からはクロアチア統計局 (Croatian Bureau of Statistics) (英語版) が国勢調査を行っており、直近では2011年4月に実施された。その調査によると人口は429万人に達しており、1平方キロメートル辺りの人口密度は75.8人、出生時の平均余命 (平均寿命) は75.7歳だった。人口は1857年の210万人から着実に増加し(2度の世界大戦を除く) 、1991年にはピークの470万人に達した。1991年以降クロアチアの死亡率は継続して出生率を越えており、人口の自然増加率はマイナスである。クロアチアは人口転換 (社会の近代化に伴い、人口の自然増加の形態が変化すること。) の第4または第5段階にある。年齢構成に関しては15歳から64歳のグループが最も多い。平均年齢は41.4歳で、総人口の男女比は女性1に対して男性0.93である。
民族による人口構成はほとんどがクロアチア人によって占められており(89.6％) 、その他クロアチア憲法 (Constitution of Croatia) (英語版) により認められたセルビア人 (4.5％) や21の少数民族 (それぞれ1％未満) がいる。クロアチアの人口動勢の歴史には下記の重要な変動が刻まれている。すなわち、クロアチア人のこの地域への到着、クロアチア王国 (Kingdom of Croatia、Croatia in the union with Hungary、1102年-1526年、ハンガリー王国支配下で自治が認められていた。) 以降のハンガリー語、ドイツ語話者の増加、ハプスブルク君主国による併合、オスマン帝国による征服、ヴェネツィア共和国支配下でのイストリア半島、ダルマチア (クロアチアのアドリア海沿岸一帯の地域で、現在のクロアチア共和国の一部。) におけるイタリア語話者の増加などである。オーストリア＝ハンガリー帝国崩壊後、ハンガリー人は減少し、同時にドイツ語話者は第二次世界大戦終盤及び戦後にいなくなり、イタリア人も同じ運命をたどった。19世紀後半と20世紀には大規模な経済移民 (Economic migrant) (英語版) が見られた。1940年代、1950年代のユーゴスラビアの人口動勢は国内での移動と共に都市化の影響を受けた。近年のもっとも大規模な異動はユーゴスラビア紛争の結果として発生した、数十万の移民流入である。
クロアチア語が公用語であるが、憲法で認められた少数民族の言語もいくつかの地方自治体で公式に使われている。クロアチア語は人口の96％に通用する。2009年の調査では、78％のクロアチア人が少なくとも一つの外国語 (一番多いのは英語) の知識を必要としていることが明らかとなった。クロアチアの最大の宗教はカトリック (86.3％) 、ついでギリシア正教 (4.4％) 、イスラム教 (1.5％) である。クロアチアの識字率は98.1％である。15歳以上で学位を取得した割合は2001年以降急速に増加し、2008年には倍増して16.7％に達した。GDPの推定4.5％は教育費に使われている。初等及び中等教育はクロアチア語と憲法で認められた少数民族の言語で受けることができる。クロアチアは2010年から国民皆保険制度を採っており、GDPの6.9％をあてている。2011年の平均月収は5,397クーナ (729ユーロ)。2008年に雇用者数が多かったのは卸売業、小売業、製造業、建設業であった。2011年の失業率は17.4％。2004年、クロアチアの世帯所得の中央値は、EU平均値ながら、EU加盟10ヶ国の購買力平価を超えた。2011年の国勢調査では150万世帯が記録され、そのほとんどが自宅を所有していた。

### 政治的地理

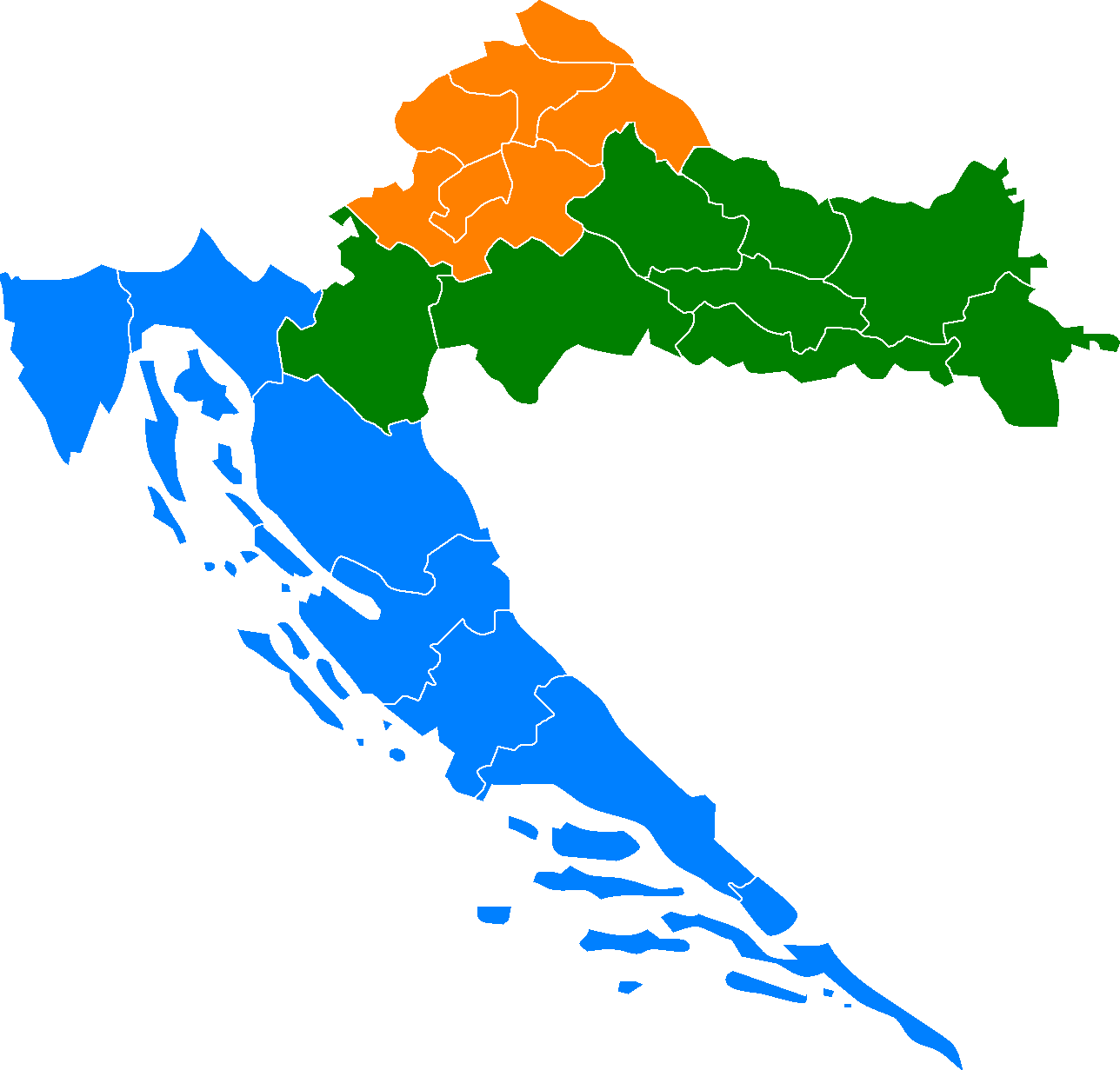
クロアチアの地域統計分類単位 (NUTS):
クロアチア北西部
クロアチア中央部及び東部
(パンノニア)
アドリア海沿岸部

クロアチアは最初中世に「郡 (county) 」の単位により区分された。
区分方法はオスマン帝国による領土の喪失やその領土の回復、さらにはダルマティア、ドゥブロヴニク、イストリアの政治的状況の変化を反映した。伝統的な「郡」による区分は1920年代に廃止され、セルビア、クロアチア、スロベニア王国 (Kingdom of Serbs, Croats and Slovenes) 次いでユーゴスラビア王国がオーブラスチ (Oblast、スラヴ系諸国に設置されている地方行政区分の呼称の1つ。日本語では「州」と訳されることが多い。)、バナヴィナ (banovina) による区分を導入した。共産党支配によるクロアチアは、第2次世界大戦後ユーゴスラビアの一部として元々あった区分を廃止し、主に農村部において市制を導入して約100の自治体に区分した。「郡 (county) 」は1992年に法制化により再導入され、特に1920年代以前の区分に対応する形で変更された。例えば、1918年、クロアチアの「聖イシュトヴァーンの王冠の地 (Lands of the Crown of Saint Stephen) 」はビェロヴァル、ゴスピチ、オグリン、ポジェガ、ブコバル、ヴァラジュディン、オシエクとザグレブの8つの「郡」に分割され、1992年の法制化では同じ領域が14の「郡」に区分された。メジムリェ郡は1920年のトリアノン条約によって割譲された同名の地域に置かれた。(1990年のクロアチア憲法は、特に郡の名前や番号を特定することなく、政府の一部としての郡議会 (Chamber of the Counties) (英語版) あるいは郡そのもののために提供された。しかしながら、郡は実際には1992年まで再設置されず、最初の郡議会議員は1993年に選出された。)
1992年に郡が再設置されて以来、クロアチアは20の郡と首都ザグレブに区分されており、ザグレブは郡及び都市としての権限と法的地位を同時に与えられた。(ザグレブ市とザグレブ郡は管理上1997年に分離された。) 郡の境界線は設置以来、歴史的理由あるいは市からの要望等の理由で変更されている。直近の改定は2006年で、127の市と429の自治体に区分されている。
EUの地域統計分類単位 (NUTS) によるクロアチアの区分について、それぞれのレベルで行われている。NUTS1レベル (第一種地域統計分類単位) は国全体を1つの単位とし、NUTS2レベルでは中央部及び東部 (パンノニア) 、北西部、アドリア海沿岸部の3つの地域に区分している。北西部には、ザグレブ、クラピナ＝ザゴリエ郡、ヴァラジュディン郡、コプリヴニツァ＝クリジェヴツィ郡、メジムリェ郡、ザグレブ郡が含まれており、中央部及び東部 (パンノニア)には、ビェロヴァル＝ビロゴラ郡、ヴィロヴィティツァ＝ポドラヴィナ郡、ポジェガ＝スラヴォニア郡、ブロド＝ポサヴィナ郡、オシエク＝バラニャ郡、ヴコヴァル＝スリイェム郡、カルロヴァツ郡、シサク＝モスラヴィナ郡等が含まれる。NUTS3レベルでの分類はそれぞれの郡及びザグレブである。NUTSの付随規格である地方行政単位 (LAU、Local administrative unit) (英語版) には2段階ある。LAU1レベルは郡とザグレブ市に対応していてNUTS3と同様であり、LAU2レベルは市及び自治体に対応している。

クロアチアの地域区分

| 郡                                 | 郡都                   | 面積 (km2) | 人口    |
| ---------------------------------- | ---------------------- | ---------- | ------- |
| ビェロヴァル＝ビロゴラ郡           | ビェロヴァル           | 2,652      | 119,743 |
| ブロド＝ポサヴィナ郡               | スラヴォンスキ・ブロド | 2,043      | 158,559 |
| ドゥブロヴニク＝ネレトヴァ郡       | ドゥブロヴニク         | 1,783      | 122,783 |
| イストラ郡                         | パジン                 | 2,820      | 208,440 |
| カルロヴァツ郡                     | カルロヴァツ           | 3,622      | 128,749 |
| コプリヴニツァ＝クリジェヴツィ郡   | コプリヴニツァ         | 1,746      | 115,582 |
| クラピナ＝ザゴリエ郡               | クラピナ               | 1,224      | 133,064 |
| リカ＝セニ郡                       | ゴスピッチ             | 5,350      | 51,022  |
| メジムリェ郡                       | チャコヴェツ           | 730        | 114,414 |
| オシエク＝バラニャ郡               | オシエク               | 4,152      | 304,899 |
| ポジェガ＝スラヴォニア郡           | ポジェガ               | 1,845      | 78,031  |
| プリモリェ＝ゴルスキ・コタル郡     | リエカ                 | 3,582      | 296,123 |
| シベニク＝クニン郡                 | シベニク               | 2,939      | 109,320 |
| シサク＝モスラヴィナ郡             | シサク                 | 4,463      | 172,977 |
| スプリト＝ダルマチア郡             | スプリト               | 4,534      | 455,242 |
| ヴァラジュディン郡                 | ヴァラジュディン       | 1,261      | 176,046 |
| ヴィロヴィティツァ＝ポドラヴィナ郡 | ヴィロヴィティツァ     | 2,068      | 84,586  |
| ヴコヴァル＝スリイェム郡           | ヴコヴァル             | 2,448      | 180,117 |
| ザダル郡                           | ザダル                 | 3,642      | 170,398 |
| ザグレブ郡                         | ザグレブ               | 3,078      | 317,642 |
| ザグレブ直轄市                     | ザグレブ               | 641        | 792,875 |